# توشيمي كيكوتشي
توشيمي كيكوتشي (باليابانية: 菊池 利三) (17 يونيو 1973 في إيواته في اليابان – )؛ هو لاعب كرة قدم ياباني سابق كان يلعب كمدافع.

## وصلات خارجية
- توشيمي كيكوتشي على موقع رابطة كرة القدم اليابانية للمحترفين (اليابانية)
- توشيمي كيكوتشي على موقع قاعدة بيانات كرة القدم.إي يو (الإنجليزية)
- توشيمي كيكوتشي على موقع Soccerway.com (الإنجليزية)
- توشيمي كيكوتشي على موقع عالم كرة القدم.نت (الإنجليزية)